# Tomazin
Tomazin je priimek več znanih Slovencev:
- Ajda Tomazin (*1986), koreografinja in oblikovalka, interdisciplinarna ustvarjalka
- Andrej Tomazin, tolkalec
- Ignacij Tomazin (1843—1916), rimskokatoliški duhovnik in misijonar v ZDA
- Iztok Tomazin (*1960), zdravnik, alpinist, gorski reševalec, jadralni padalec, publicist
- Matej Tomazin (1891—1939), duhovnik in politik
- Marinka Kenk-Tomazin, knjižničarka (direktorica Knjižnice Toneta Pretnarja Tržič)
- Mateja Jemec Tomazin (*1978), jezikoslovka terminologinja
- Peter Tomazin - Skala (1920—1986), koroški partizan in politični delavec
- Stane Tomazin (*1989), igralec
- Tanja Tomazin (*198?) literarna teoretičarka, izseljenska delavka v Beogradu
- Terezija Tomazin, redovnica, provincialka
- Tine Tomazin (1925—2022), partizan, politik in gospodarstvenik (direktor bombažne predilnice in tkalnice Tržič), župan
- Tinka Tomazin, ilustratorka, grafična oblikovalka
- Tomaž Tomazin, zdravnik in filozof (zač.18. stoletja)
- Tone Tomazin (1920—1989), slikar samouk in športni delavec